# Мале Устя
Ма́ле У́стя — село в Україні, у Сосницькій селищній громаді Корюківського району Чернігівської області. Населення становить 275 осіб. До 2017 орган місцевого самоврядування — Сосницька селищна рада.

## Географія
Село розташоване біля річки Десна. Піскуваха та Кацубина — це маленькі ставки. Поряд є річка Чепелиха (Убідь). Також поряд з селом розташовані озера Добре, Церковне та Брідня.

## Історія

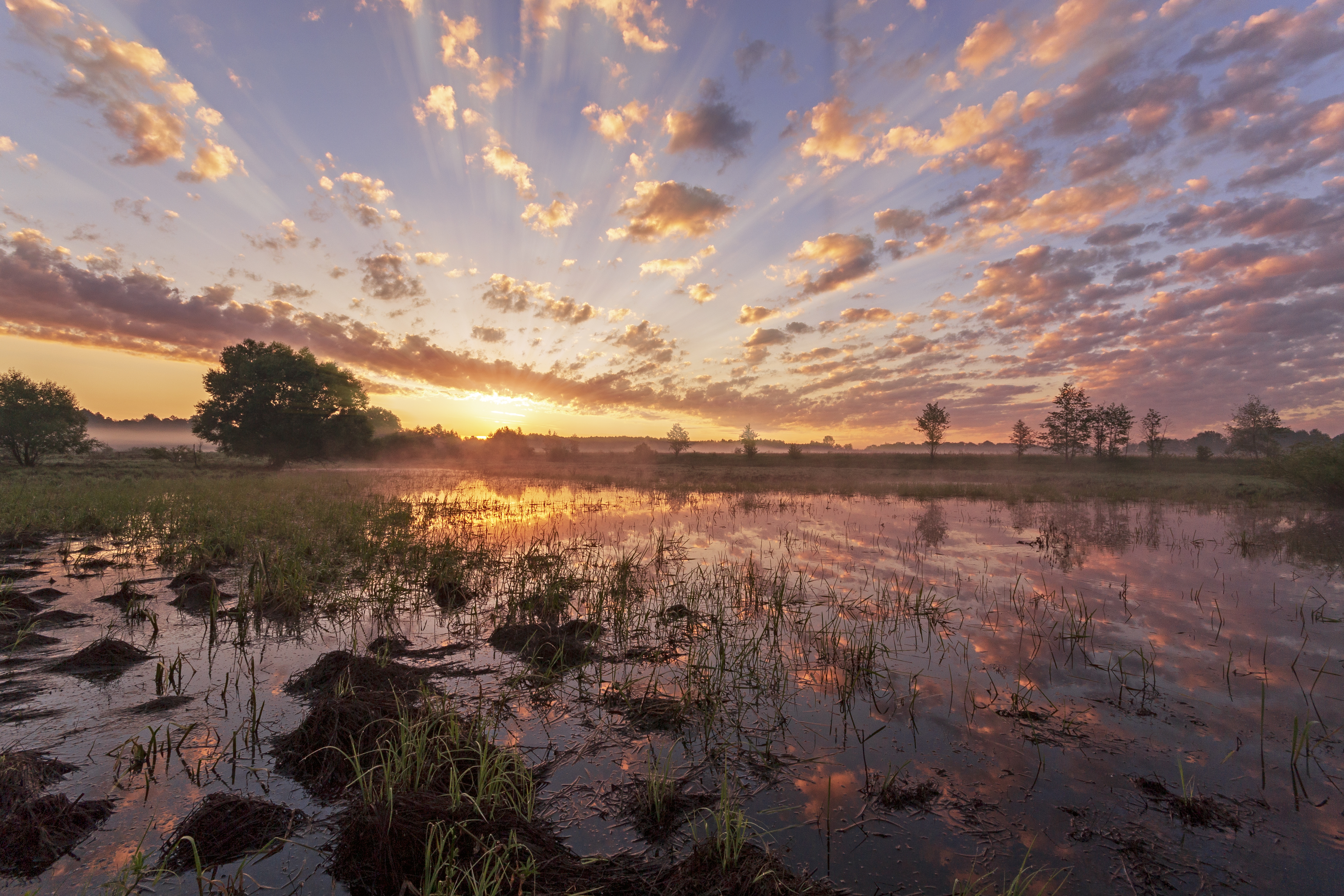
Поселення «Мале Устя-1» (Забір'є) III—V, IX—XIII ст., за 1,5 км на пн-пн-з від села

В княжі часи поселення сосницьких бояр-дружинників з церквою св. Георгія. З бояр походив удільний князь 14 ст. Всеволод Устівський. Відоме за поляків як село Устя Убідське в заплаві річки Десна. Повний список жителів села і місцева церква відомі за присяжними книгами 1654 р. За переписом 1666 р. тут платили податки 6 бобровників. Податок з 6 бортників складав 1,5 пудів меду. За церковним літописом люди-осадники сюди прийшли «з глибокої України» і прізвище першопоселення було Казимір. Поселилися люди біля Аріянової гори. На початку 18 ст. 23 двори. Село належало до Рувімського монастиря, війтом посполитої громади був Василь Авраменко. За реєстром 1732 р. — монастирський двір Рувімського монастира, церква, школа. На річці Пісня знаходилися млини чумака Йовхима Довженка. У 1781 р. — маєтність Сосницького монастиря складалася з 19 хат. 1810 р. — 90 ревізьких душ[джерело?].
В селі була чудотворна ікона св. Параскеви, яку місцеві жителі знайшли (пливла) в Десні. Церква св. Параскеви була вже в 1726 р., тому історія з чудотворною іконою відбулася значно раніше[джерело?].
У 1872 р. на один селянський двір у селі припадало в середньому по 2 коней, 2 корови, 2 вівці, 1 свині. 1885 р. — 226 жителів у 39 дворах, церква. За переписом 1897 р. — 86 дворів, 511 жителів. У 1924 р. — 173 двори і 826 жителів. 2014 р. — 171 житель[джерело?].
За даними Євгена Косяненка, останнім священиком малоустенської церкви був Планида Юхим Карпович, якого репресували в 30-х роках, забрали прямо зі служби. Пропав безвісти десь в Сибіру. Залишилося п'ятеро дітей.
Місцевий фермер сьогодні організував у селі велику гусячу ферму. Стариця Чепелиха (старе русло річки Убеді) нині стала рибним заказником.
Кутки — Бобирівка (дворянська родина Бобир), Кальченківка; урочище Красна гора, озера — Сквирень, Ріпище.
12 червня 2020 року, відповідно до розпорядження Кабінету Міністрів України № 730-р «Про визначення адміністративних центрів та затвердження територій територіальних громад Чернігівської області», увійшло до складу Сосницької селищної громади, до цього органом місцевого самоврядування була Сосницька селищна рада.
19 липня 2020 року, в результаті адміністративно-територіальної реформи та ліквідації Сосницького району, увійшло до складу Корюківського району Чернігівської області.